# Shiksha
Shiksha (sánscrito: शिक्षा AITS: śikṣā) es una palabra sánscrita que significa "instrucción, lección, aprendizaje, estudio de habilidad". También se refiere a uno de los seis Vedangas, o ramas de los estudios védicos, sobre fonética y fonología en sánscrito.

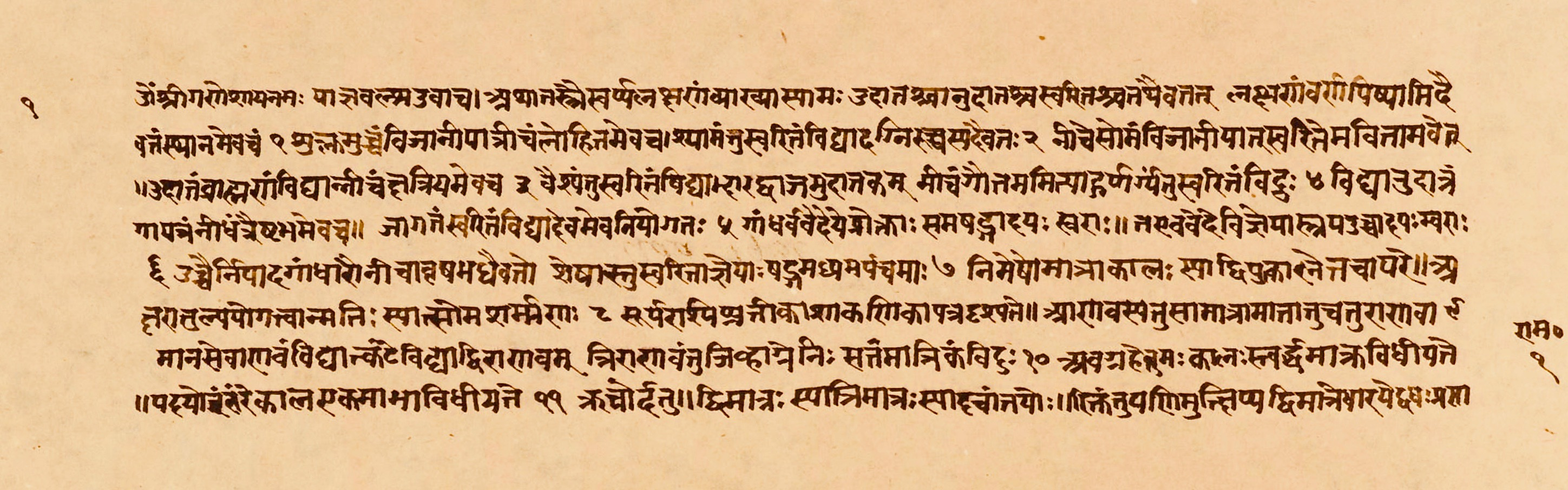
Una página del manuscrito Yajnavalkya Shiksha (sánscrito, Devanagari). Este texto también se llama Vajasaneyi Shiksha y Traisvarya Lakshana.

Shiksha es el campo del estudio védico del sonido, que se centra en las letras del alfabeto sánscrito, el acento, la cantidad, la melodía y las reglas de combinación eufónica de palabras durante una recitación védica. Cada escuela védica antigua desarrolló este campo de Vedanga, y los libros de texto fonéticos más antiguos que se conservan son los Pratishakyas. El Paniniya-Shiksha y el Naradiya-Shiksha son ejemplos de manuscritos antiguos existentes de este campo de estudios védicos.
Shiksha es la disciplina más antigua y auxiliar de los Vedas, mantenida desde la era Védica. Su objetivo es la construcción de sonido y lenguaje para la síntesis de ideas, en contraste con los gramáticos que desarrollaron reglas para la deconstrucción del lenguaje y la comprensión de ideas. Este campo ayudó a preservar los Vedas y los Upanishads como los cánones del hinduismo desde la antigüedad, y compartidos por varias tradiciones hindúes.

## Etimología
Shiksha significa literalmente "instrucción, lección, estudio, conocimiento, aprendizaje, estudio de habilidades, entrenamiento en un arte". También se refiere a uno de los seis Vedangas, que estudia el sonido, la fonética sánscrita, las leyes de la combinación eufónica (sandhi) y la ciencia de hacer que el lenguaje sea agradable y entendido sin errores. Shiksha como una rama complementaria de los Vedas, incluía la enseñanza de la pronunciación y articulación adecuadas de los textos védicos. Era uno de los seis campos de estudios complementarios, siendo otros la gramática (Vyakarana), la prosodia (Chandas), el ritual (Kalpa), la etimología (Nirukta) y la astrología (Jyotisha, calculando el tiempo favorable para los rituales).
Las raíces de Shiksha se remontan al Rigveda, que dedica dos himnos 10.125 y 10.71 a venerar el sonido como una diosa y vincula el desarrollo del pensamiento con el desarrollo del habla. El texto Taitiriya-upanishad de mediados del primer milenio a. C. contiene una de las primeras descripciones de Shiksha de la siguiente manera:

ॐ शीक्षां व्याख्यास्यामः ।

वर्णः स्वरः । मात्रा बलम् ।

साम सन्तानः । इत्युक्तः शीक्षाध्यायः ॥ १ ॥

Om! Explicaremos el Shiksha. 

Sonidos y acentuación, Cantidad (de vocales) y la expresión (de consonantes),

Equilibrio (Saman) y conexión (de sonidos), mucho sobre el estudio de Shiksha. || 1 ||
Taittiriya Upanishad 1.2, ShikshavalliTraducido por Paul Deussen

Annette Wilke y Oliver Moebus fechan que el texto Shiksha de la escuela védica Taittiriya es del año 600 a. C. a más tardar. Textos como este establecieron, entre otras cosas, un orden racional del alfabeto sánscrito, afirman Wilke y Moebus. Otros textos, como Vyasa-Siksa del Krishna Yajurveda, fueron compuestos más tarde.
Las antiguas escuelas védicas desarrollaron tratados importantes que analizaban el sonido, las vocales y consonantes, las reglas de combinación y pronunciación para ayudar a una comprensión clara, evitar errores y lograr resonancia (agradable para el oyente). Estos textos incluyen Samhita-pathas y Pada-pathas, y los manuscritos que sobreviven parcial o totalmente incluyen Paniniya Shiksha, Naradiya Shiksha, Bharadvaja Shiksha, Yajnavalkya Shiksha, Vasishthi Shiksha, Parashari Shiksha, Katyayani Shiksha y Manduki Shiksha.

## Historia
Hartmut Scharfe sostiene que Shiksha, fue la primera rama de la lingüística en desarrollarse como un campo de estudio védico independiente entre los Vedangas. Esto se debe probablemente a que los Vedas se transmitieron de una generación a la siguiente mediante tradición oral, y la preservación y las técnicas de preservación dependían de la fonética, afirma Scharfe.
Los primeros Brahmanas, una capa de texto dentro de los Vedas, incluyen algunos términos de arte en la fonética védica, como Varna y Avasana. El campo Shiksha probablemente estaba bien desarrollado cuando se compusieron las capas de Aranyakas y Upanishads de los Vedas. El alfabeto había sido categorizado en ese momento, en vocales (svara), oclusivas (sparsha), semivocales (antastha) y espirantes (ushman). El campo fue fundamental para el estudio antiguo de la lingüística, y se desarrolló como un interés y una investigación por los sonidos en lugar de las letras. Shiksha, como se describe en estos textos antiguos, tenía seis capítulos: varna (sonido), svara (acento), matra (cantidad), bala (fuerza, articulación), saman (recitado) y samtana (conexión entre los sonidos previos y los posteriores).
Las ideas de este campo, afirma Scharfe, "sin duda fueron aplicadas por los eruditos védicos al arte de escribir". También afectó el desarrollo de las escrituras indias y la evolución del lenguaje en países que buscaron textos indios o fueron influenciados por religiones indias. Según Scharfe y otros eruditos, los conocimientos desarrollados en este campo, con el tiempo, probablemente también influyeron en las escrituras fonéticas en partes del este de Asia, así como en el gramático árabe Halil en el siglo VIII.

## Discusión
El campo de Shiksha de estudios védicos organizó el alfabeto sánscrito en un orden racional, en el estado Wilke y Moebus, cada uno asignado a la naturaleza anatómica de los sonidos humanos, de atrás hacia adelante: garganta (en la parte posterior), paladar, cresta palatina, dientes y labios. Las letras del alfabeto sánscrito fueron organizadas además por los eruditos védicos en un cuadrado mágico, haciendo posible lecturas alternas simétricas y resonantes de las letras, como de arriba abajo además de izquierda a derecha. Además, los eruditos de Shiksha agregaron Mudra (signos de mano) para acompañar cada sonido, proporcionando así una confirmación visual y un medio alternativo para verificar la integridad de la lectura por parte de la audiencia, además de los medios audibles.
Estos mudras siguen siendo parte de la tradición de la danza clásica india. Esta interacción del gesto y el sonido en un recital en sánscrito, afirman Wilke y Moebus, es similar al gesto de un director y al sonido producido por los músicos de cualquier orquesta clásica. En sánscrito, la postura del intérprete es una dimensión adicional a las de la pronunciación y los gestos, juntos estos potencian la memoria muscular con la memoria acústica en la tradición hindú de recordar y transmitir textos sánscritos de una generación a la siguiente, afirman Wilke y Moebus.
El procedimiento fonético metódico desarrollado por Shiksha ayudó a preservar los Vedas sin las más mínimas variantes de la manera más fiel posible. Hizo de los Vedas y de los principales Upanishads integrados en las escrituras canónicas del hinduismo. Las reglas y simétricas de Siksa ayudaron al estudiante a dominar enormes volúmenes de conocimiento y usar los códigos y reglas incrustados para autocomprobar su memoria.
Sin embargo, afirman Wilke y Moebus, la metodología Shiksha no solo ha sido muy técnica, tiene una fuerte dimensión estética "sensual, emotiva", que fomenta el pensamiento y las habilidades intelectuales de forma participativa. La mente y el cuerpo del recitador están comprometidos, haciendo que el lenguaje y el sonido sean una actuación emocional. El estudio de la fonética funcionó para transformar un texto védico, que tradicionalmente se componía como lenguaje-música, en una interpretación musical. Los sonidos individuales en sánscrito tienen personalidades independientes, y el recitador ayuda a desarrollar su carácter y su timbre, afirman Wilke y Moebus. Naradiya Siksa, un tratado de fonética sobre el Sāmaveda explica estos aspectos de la fonología con varios símiles, tales como,

Así como una tigresa toma a sus cachorros con fuerza entre los dientes sin lastimarlos, mientras teme que pueda dejarlos caer y lastimarlos, así uno debe acercarse a las sílabas individuales.
Naradiya Siksa 2.8.31Traducido por Annette Wilke y Oliver Moebus,

### Pratishakhyas
Los pratisakhyas son los libros de texto Shiksha más antiguos de cada rama de los Vedas. Los textos posteriores de Shiksha son más especializados y sistemáticos, y a menudo se titulan con el sufijo "Shiksha", como Naradiya-Shiksha, Vyasa-Shiksha, Pari-Shiksha y Sarvasammata-Shiksha.
Los Pratishakhyas, que evolucionaron a partir de los Textos Védicos más antiguos padapathas (padapāṭha) alrededor del año 800 a. C., tratan de la manera en que se deben enunciar los Vedas. Hay Pratishakhyas separados para cada Veda. Complementan los libros llamados Shiksha escritos por diversas autoridades. Varios Pratishakhyas han sobrevivido hasta la era moderna, y estos textos refinan la estructura del sonido en diferentes niveles de matices, algunos agregan muchas más letras al conjunto básico del alfabeto sánscrito:
- Rigveda-Pratishakya: 47 letras[24]
- Shukla Yajurveda-Pratishakhya: 65 letras[24]
- Taittiriya (Krishna Yajurveda) Pratishakhya: 52 letras[24]
- Atharvaveda-Pratishakhya (Shaunakiya shakha)
- Sāmaveda-Pratishakhya (Rig-tantra): 57 letras (Pushpasutra es el segundo Pratishakhya de Samaveda)[25]
- Paniniya-Shiksha: 63 o 64 letras[24]

Los textos Shiksha y los Pratishakhyas llevaron a una gran claridad en la comprensión de la estructura superficial del lenguaje. Para mayor claridad de pronunciación, dividieron los grandes compuestos védicos en raíces de palabras, prefijos y sufijos. Ciertos estilos de recitación (pāṭha), como el jaṭāpāṭha, implicaban cambiar de sílabas, repetir la última palabra de una línea al comienzo de la siguiente y otras permutaciones. En el proceso, se discute una cantidad considerable de morfología, particularmente con respecto a la combinación de sonidos secuenciales, lo que conduce a las modalidades de sandhi. El Samaveda Pratishakhya, uno de los primeros, organiza los sonidos de consonantes oclusivos en un varga o cuadrado de 5x5:
| Guturales          | ka | kha | ga | gha | ṅa |
| Palatales          | ca | cha | ja | jha | ña |
| Vuelto hacia atrás | ṭa | ṭha | ḍa | ḍha | ṇa |
| Dentales           | ta | tha | da | dha | na |
| Labiales           | pa | pha | ba | bha | ma |

El alfabeto está diseñado de tal manera que la diferencia entre los sonidos se conserva, ya sea que se recite horizontal o verticalmente. Se amplió y completó con fricativas y sibilantes, semivocales y vocales, y finalmente se codificó en el alfabeto Brahmi, que es una de las asignaciones de sonido a escritura más sistemáticas. El erudito Frits Staal ha comentado: "Al igual que el Sistema Periódico de Elementos de Mendelejev, el sistema varga fue el resultado de siglos de análisis. En el curso de ese desarrollo se descubrieron y definieron los conceptos básicos de la fonología.
El sistema Varga y los Pratishakshyas, contribuciones de los textos Shiksha, son sistemas elaborados que se ocupan de la generación y clasificación del sonido.

### Otros textos de Shiksha
Además, existen varios textos de Shiksha, la mayoría de ellos en forma de verso métrico, pero algunos en forma de sutra. La siguiente lista contiene algunos de estos textos supervivientes: Amoghanandini Shiksha, Apisali Shiksha (en forma de sutra), Aranya Shiksha, Atreya Shiksha, Avasananirnyaya Shiksha, Bharadvaja Shiksha, Chandra Shiksha de Chandragomin (forma de sutra), Charayaniya Shiksha, Galadrka Shiksha,  Kalanirnya Shiksha, Katyayani Shiksha, Kaundinya Shiksha, Keshavi Shiksha, Kramakarika Shiksha, Kramasandhaana Shiksha, Laghumoghanandini Shiksha, Lakshmikanta Shiksha, Lomashi Shiksha, Madhyandina Shiksha, Mandavya Shiksha, Mallasharmakrta Shiksha, Manasvaara Shiksha, Manduki Shiksha, Naradiya Shiksha, Paniniya Shiksha (versificado), Paniniya Shiksha (en forma de sutra), Paniniya Shiksha (con acentos), Parashari Shiksha, Padyaatmika Keshavi Shiksha, Pari Shiksha, Pratishakhyapradipa Shiksha, Sarvasammata Shiksha, Shaishiriya Shiksha, Shamaana Shiksha, Shambhu Shiksha, Shodashashloki Shiksha, Shikshasamgraha, Siddhanta Shiksha, Svaraankusha Shiksha, Svarashtaka Shiksha, Svaravyanjana Shiksha, Vasishtha Shiksha, Varnaratnapradipa Shiksha, Vyaali Shiksha, Vyasa Shiksha, Yajnavalkya Shiksha
Aunque muchos de estos textos Shiksha se adjuntan a escuelas védicas específicas, otros son textos tardíos.